# Mietwagentape 2
Mietwagentape 2 ist das fünfte Studioalbum des Frankfurter Rap-Duos Celo & Abdi. Es erschien am 8. Januar 2021 über ihr eigenes Label 385idéal und stellt die Fortsetzung zum 2011 erschienenen Mixtape Mietwagentape dar. Das Album erreichte Platz 3 der deutschen Albumcharts.

## Entstehung
Im November 2018 kündigten Celo und Abdi via Instagram an, dass die Fortsetzung ihres ersten gemeinsamen Mixtapes, Mietwagentape aus 2011, im Laufe des Jahres 2019 erscheinen soll. Eine erste Hörprobe zum Mietwagentape 2 veröffentlichten sie jedoch erst knapp ein Jahr später, im Oktober 2019. Im Dezember desselben Jahres wurde als Vorgeschmack auf das Album der Freetrack Testlines 2 auf YouTube veröffentlicht. Dieser ist eine Hommage an den Freetrack Testlines, der 2010 im Vorfeld des ersten Mietwagentapes erschien. Ein genauer Releasezeitpunkt für das Album wurde jedoch nicht genannt.
Am 5. Juli 2020 erschien ein Video zum Skit MWT Interlude IV als Trailer für das Album auf dem YouTube-Kanal ihres Labels 385idéal, zeitgleich wurde mit dem 20. November 2020 erstmals ein Releasetermin genannt. Fünf Tage später folgte mit IBB die Veröffentlichung der ersten Albumsingle. Anfang November 2020 wurde bekanntgegeben, dass sich die Veröffentlichung des Mietwagentape 2 aufgrund von Lieferproblemen mit den Deluxe-Box-Inhalten verschiebt. Das Album erschien schließlich am 8. Januar 2021 und somit fast exakt 10 Jahre nach dem ersten Mietwagentape.

## Produktion
An der Entstehung des Albums waren mehrere Produzenten beteiligt, die meisten Instrumentals stammen dabei von m3 (Hamid Chizari), der acht Beats zum Album beisteuerte, sowie PzY (Phil Ratey), der an der Produktion von sieben Instrumentals beteiligt war. Gemischt und gemastert wurde das Album von Lex Barkey.

## Vermarktung
Mietwagentape 2 erschien sowohl auf CD als auch digital zum Download und Streaming. Zudem wurden ein T-Shirt-Bundle (bestehend aus Album-CD und T-Shirt) sowie eine Sneaker-Box (bestehend aus Album-CD, einer Basecap sowie Sneaker-Schuhen mit Celo & Abdi-Aufdruck) angeboten. Weiterhin erschien am 15. Januar 2021 ein auf 500 Stück limitiertes Vinyl-Bundle, in dem das Mietwagentape sowie das Mietwagentape 2 auf je 2 Schallplatten enthalten sind.

## Konzept und Inhalt
Mietwagentape 2 ist als moderne Fortsetzung des Vorgängers Mietwagentape zu verstehen.  Die Albumlänge ist fast identisch mit der Länge des Vorgängers, zudem enthalten beide Veröffentlichungen genau 23 Songs. Die drei enthaltenen Skits (MWT Interlude VI, V und VI) setzen die Nummerierung aus dem ersten Mietwagentape fort. Das Cover des Mietwagentape 2 ist ebenfalls an den Vorgänger angelehnt, auf beiden Covern ist zu sehen, wie Abdi einen deutschen Pass in die Kamera hält. Auch textlich enthält das Album zahlreiche Hommagen an den Vorgänger, so finden sich viele Textpassagen aus dem Vorgänger in leicht abgewandelter Form auch auf dem neuen Album wieder. Inhaltlich greift das Album überwiegend die für Celo und Abdi typischen Themen auf, so werden beispielsweise Drogendeals sowie das Leben auf den Frankfurter Straßen thematisiert.
Auf Mietwagentape 2 finden sich zahlreiche Gastbeiträge anderer Künstler. Neben Celos und Abdis Labelkollegen Nimo, Olexesh, Krime und Schubi AKpella sind auch die Rapper Hanybal, Azad, Reezy, Ngee, Gringo, Bonez MC, HK und Brudi030 auf dem Album zu hören. Mit dem niederländischen Rapper Killer Kamal, der einen Part zu Flodder beisteuerte, ist auch ein internationales Feature vertreten. Das Lied Franzaforta Deux entstand in Kollaboration mit dem Turntablisten DJ Rafik.

## Titelliste
| #  | Titel                 | Gastmusiker           | Produzenten                 | Länge |
| -- | --------------------- | --------------------- | --------------------------- | ----- |
| 1  | HYZ!                  |                       | m3                          | 2:10  |
| 2  | MWT Interlude IV      |                       | David Menke, Boris Rogowski | 2:22  |
| 3  | Mietwagentune         |                       | Bazzazian                   | 2:51  |
| 4  | Digitalwaagendisplays | Hanybal               | m3                          | 3:29  |
| 5  | Hinsetzen Anschnallen | Olexesh               | PzY                         | 3:04  |
| 6  | Machu Picchu          |                       | m3                          | 3:35  |
| 7  | MWT Interlude V       |                       | m3                          | 3:19  |
| 8  | Algorhythmus          |                       | Bazzazian                   | 2:38  |
| 9  | IBB                   |                       | m3                          | 3:01  |
| 10 | Directors Cut         | Azad                  | m3                          | 3:50  |
| 11 | Die Story             |                       | PzY                         | 2:45  |
| 12 | Flodder               | Killer Kamal          | Drunken Masters, Farhot     | 4:09  |
| 13 | Vorbei                | Reezy                 | SOTT                        | 3:04  |
| 14 | MWT Interlude VI      |                       | m3                          | 2:26  |
| 15 | GTA dva               |                       | PzY                         | 3:15  |
| 16 | Keine Fantasie        | Nimo                  | PzY                         | 3:40  |
| 17 | Veteranos             | HK, Brudi030          | Dokii                       | 4:28  |
| 18 | Zero Zero             | Ngee                  | PzY                         | 3:41  |
| 19 | Di Di                 | Gringo                | m3                          | 4:08  |
| 20 | 20 Zoll MAE           | Bonez MC              | DTP                         | 3:21  |
| 21 | 385i Ist Die 1        | Krime, Schubi AKpella | PzY                         | 2:45  |
| 22 | Franzaforta Deux      | DJ Rafik              | PzY, Ersonic                | 3:13  |
| 23 | Hawai Tropical        |                       | Late9                       | 2:29  |

## Rezeption
Mietwagentape 2 erhielt positive Kritiken von den Fachmedien. Das Online-Magazin Laut.de bewertete das Album mit vier von fünf möglichen Punkten. Der Redakteur Frieder Haag urteilte wie folgt: „Durchtränkt von Selbstreferenzen und mit dem Ziel, an ihren Durchbruch anzuknüpfen, schaffen die beiden ein klassisches Hip Hop-Album, das in dieser Form nur noch selten erscheint. Fast jeder Song klingt nach Freude an Musik, an einer klugen Line, an einem absurden Reim.“
Die Zeit fand ebenfalls lobende Worte für das Album und sieht darin eine gelungene Weiterentwicklung des ersten Mietwagentapes: „Die Verwandtschaft der beiden Veröffentlichungen zeigt sich in geteilten Songtiteln und Textzeilen, in ikonischen und musikalischen Details. Vor allem aber zeigt sie sich in der Verfeinerung eines Stils, den Ćelo & Abdï in den vergangenen zehn Jahren […] nachhaltig geprägt haben.“
Auch die Redaktion des Hip-Hop-Magazins Juice bewertete das Album positiv und resümierte: „Celo und Abdi haben mit diesem Tape vorgemacht, wie es sich anhört, mit der Zeit zu gehen, ohne sich untreu zu werden. Das MWT 2 zeigt, wie groß ihr Einfluss auf deutschen Rap auch heute noch ist. Das ist mehr als eine Fortsetzung, das ist ein neuer Klassiker.“

## Chartplatzierungen
Mietwagentape 2 stieg am 15. Januar 2021 auf Position drei in die deutschen Albumcharts ein. Damit ist es das vierte Top-10-Album für Celo und Abdi und erreichte, gemeinsam mit dem 2014 erschienenen Album Akupunktur, die bisher beste Chartplatzierung für Celo und Abdi in Deutschland. Zudem belegte das Album in derselben Woche den zweiten Platz in den deutschen Hip-Hop-Charts, wo es sich lediglich Narco Trafficante von 18 Karat geschlagen geben musste. In Österreich schaffte es das Album auf Platz 34 und in der Schweiz auf Platz 32 der Charts.
| ChartsChartplatzierungen | Höchstplatzierung | Wochen |
| ------------------------ | ----------------- | ------ |
| Deutschland (GfK)        | 3 (2 Wo.)         | 2      |
| Österreich (Ö3)          | 34 (1 Wo.)        | 1      |
| Schweiz (IFPI)           | 32 (1 Wo.)        | 1      |

Elf der insgesamt 23 Albumtracks wurden im Vorfeld der Albumveröffentlichung als Single ausgekoppelt, die meisten davon auch mit Musikvideo. Darunter konnten sich die fünf Singles IBB, Hinsetzen Anschnallen, 20 Zoll MAE, Zero Zero und Veteranos jeweils in ihrer Releasewoche in den deutschen Singlecharts platzieren. Die höchste Platzierung erreichte dabei Hinsetzen Anschnallen mit Platz 42.